# Salajna
Salajna (do roku 1948 Kunrátov, německy Konradsgrün) je vesnice, část obce Dolní Žandov v okrese Cheb v Karlovarském kraji. Nachází se asi tři kilometry severozápadně od Dolního Žandova. Prochází tudy železniční trať Plzeň – Cheb. Je zde evidováno 57 adres. V roce 2011 zde trvale žilo 64 obyvatel.
Od roku 2005 je Salajna vesnickou památkovou zónou. Salajna je také název katastrálního území o rozloze 8,01 km².

## Název
Původně se vesnice jmenovala Konradsgrün po svém majiteli Konrádovi Paulsdorferovi z Tennesbergu. Po vysídlení německého obyvatelstva po druhé světové válce nesla vesnice až do roku 1948 jméno Kunrátov, následně byla přejmenována na Salajnu. O původu názvu existují dvě verze. Podle první získala jméno z latinského označení potaše, salajky, která se zde vyráběla z dřevěného popela, podle druhé zkomolením přídavného jména zelený, což by odpovídalo původnímu označení Konradsgrün.

## Geografie a přírodní poměry
Vesnice se rozkládá v mělkém údolí podél Šitbořského potoka v geomorfologickém celku Český les, z menší části v geomorfologickém celku Podčeskoleská pahorkatina. Severním směrem se krajina otvírá do mírně zvlněného až rovinatého terénu, naopak jihovýchodním směrem zvolna stoupá. V okolí Salajny vyvěralo v minulosti několik pramenů minerálních vod. V roce 1942 byly analyzovány dva prameny a to tzv. Waldsäuerling (Lesní kyselka) a Gemeindesäuerling (Obecní kyselka). Byly známé tři dochované prameny, první v kamenné jímce nad viaduktem u kraje lesa, druhý mezi čp. 18 a čp. 19 a třetí pod čp. 29, bohužel zavezený při terénních úpravách. Obecní pramen byl obnoven v dubnu 2018. Na místo byl dopraven a umístěn nový dutý kmen a okolí kmene utěsněno jílem. Při obnově byly v původním dutém kmeni nalezeny zbytky keramiky datující využívání pramene minimálně již v 16. a 17. století. Chemickým rozborem byl v roce 2018 zjištěn obsah CO2 v hodnotě 1480 mg/l. V roce 1956 bylo v tehdy již devastovaném prameni naměřeno 1700 mg/l CO2. Došlo k terénní úpravě okolí pramene a k prameni vybudován povalový chodníček. Slabě mineralizovaná kyselka vyhovuje i po mikrobiologické stránce požadavkům na pitnou vodu.

## Historie
První písemná zmínka o vesnici pochází z roku 1299.
V daném roce se jako její majitel se uvádí Konrád Paulsdorfer z Tennesbergu, který roku 1305 přenechal zdejší fojtství komendě německých rytířů v Chebu. Později, až do zániku patrimoniální správy roku 1848, se v držení vesnice vystřídaly chebské měšťanské rodiny, poté patřila městu Cheb. Po roce 1945 byla Salajna jako sídlo ležící v německy mluvící oblasti Chebska zasažena poválečnou výměnou obyvatel. Novodobý vývoj vesnice byl ve srovnání s naprostou většinou ostatních sídel na Chebsku relativně příznivý. Salajna byla posouzena jako hodnotný soubor lidové architektury v západních Čechách s potenciálem, stát se památkovou rezervaci. Vesnice nebyla naštěstí postižena výraznější devastací a bezohlednými modernizacemi. Rovněž nedošlo k výraznější novodobé výstavbě. Ta se omezila na menší skupinu rodinných domů při cestě k železniční zastávce a skupinu chat na jižním konci vesnice. Přesto však došlo v období socialismu ke zboření několika architektonicky hodnotných usedlostí.

## Lidová architektura
Salajna je typickým příkladem vrcholně středověké kolonizační vesnice údolního lánového typu. Zástavba rozsáhlých dvorců se rozprostírá v délce asi 2 km v údolí Šitbořského potoka, především nad jeho levým břehem. Zachoval se zde soubor uzavřených čtyřbokých dvorců s vysokým podílem hrázděné architektury. Zastoupeny jsou jak obytné domy, tak i typické rámové kolny a stodoly, patrové sýpky i další stavby. Mnohé ze zachovaných staveb patří k nejcennějším a v některých případech i k nejstarším památkám lidové architektury na Chebsku. Hodnotný je zejména bývalý mlýn Gahmühle, usedlost čp. 9, která patří k nejcennějším památkám lidové architektury v západních Čechách. Rozlehlý areál je situovaný na pravém břehu potoka. Na jihozápadní straně stojí obytné stavení s mlýnicí. Hrázděné patro je zdobené dekorativní řezbou. Hrázděné jsou rovněž oba dekorativně členěné štíty s typickými šachovnicovými vzory. Na předním štítu je umístěn 3,5 m vysoký kříž s dřevěnou skulpturou. Do dvora mlýna vede oblouková brána. Areál mlýna čp. 9 uzavírá velká stodola, zevně obedněná a na jednom ze sloupů datovaná rokem 1764.
Na jižním konci stojí uzavřená dvorcová venkovská usedlost čp. 12 s dvorem, původně obestavěným ze čtyř stran. Dochovalo se obytné stavení a chlévy. Stavení tvoří částečně roubený a částečně zděný dům s roubeným věncem a hrázděným patrem. Nesymetrické hrázděné patro je nasazeno na trámovém věnci se zachovanými zbytky malované výzdoby. Zanedbanou usedlost koupili v roce 2004 soukromí vlastníci a po několika letech rekonstrukce noví majitelé usedlost přebudovali a v hlavní hrázděné budově otevřeli v dubnu 2014 penzion. Součástí statku jsou tři budovy, které tvoří téměř uzavřený dvůr. V obnovené kolně je umístěna expozice starého řemeslného a domácího nářadí.
Při silnici v jižní části vesnice stojí zachovaná uzavřená usedlost čp. 13. Dům má přízemí v celém rozsahu přezděné, s jednoduchými fasádami. Z původní stavby asi z přelomu 18. a 19. století se zachovalo hrázděné patro, na roubeném věnci s obnovenou malovanou výzdobou květinových medailonů. Zadní štítové průčelí přechází do dekorativně členěného hrázděného štítu s typickým šikmým šachováním. Obdobný hrázděný štít má i navazující rámová kolna s obedněnými stěnami.

## Obyvatelstvo
Při sčítání lidu v roce 1921 zde žilo 229 obyvatel, všichni německé národnosti. K římskokatolické církvi se hlásilo všech 229 obyvatel.
| Rok            | 1869 | 1880 | 1890 | 1900 | 1910 | 1921 | 1930 | 1950 | 1961 | 1970 | 1980 | 1991 | 2001 | 2011 | 2021 |
| -------------- | ---- | ---- | ---- | ---- | ---- | ---- | ---- | ---- | ---- | ---- | ---- | ---- | ---- | ---- | ---- |
| Počet obyvatel | 282  | 291  | 296  | 213  | 212  | 229  | 233  | 152  | 114  | 96   | 85   | 65   | 50   | 64   | 66   |
| Počet domů     | 40   | 42   | 42   | 40   | 40   | 40   | 40   | 37   | 16   | 20   | 21   | 29   | 28   | 30   | 30   |

## Obecní správa
Při sčítání lidu v letech 1850–1879 Salajna byla osadou obce Jesenice v okrese Cheb. V letech 1880–1960 byla samostatnou obcí v okrese Cheb. V letech 1961–1971 byla částí obce Okrouhlá v okrese Cheb. Od 26. listopadu 1971 je částí obce Dolní Žandov v okrese Cheb, kdy se konaly obecní volby.

## Pamětihodnosti
- Usedlost čp. 10, 12, 13, 16, 18, 24 a 36 (usedlosti čp. 16, 18 a 24 jsou vedeny na seznamu ohrožených památek)[20]
- Vodní mlýn čp. 9
- Haltýř u čp. 24

## Fotogalerie

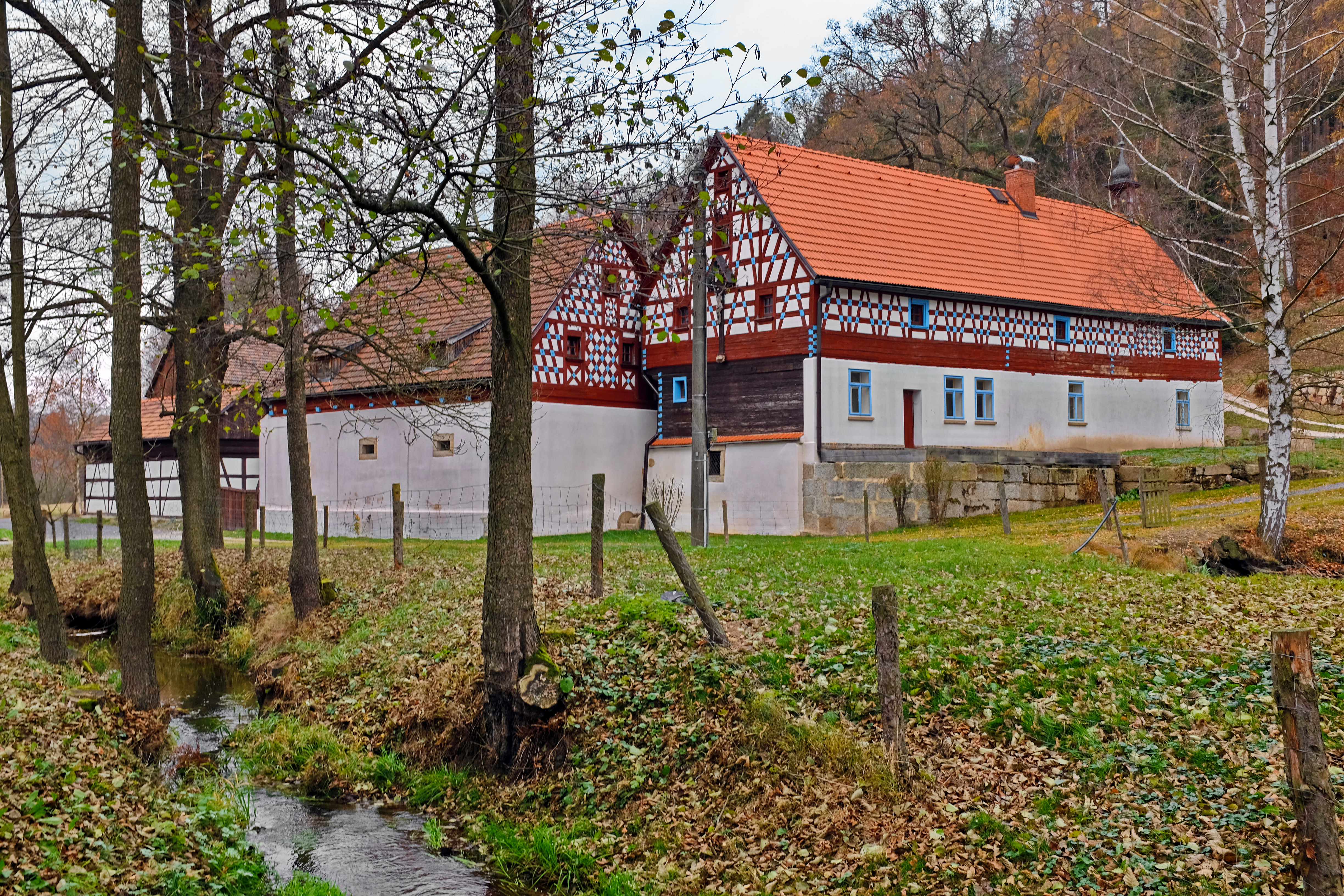
Bývalý vodní mlýn čp. 9
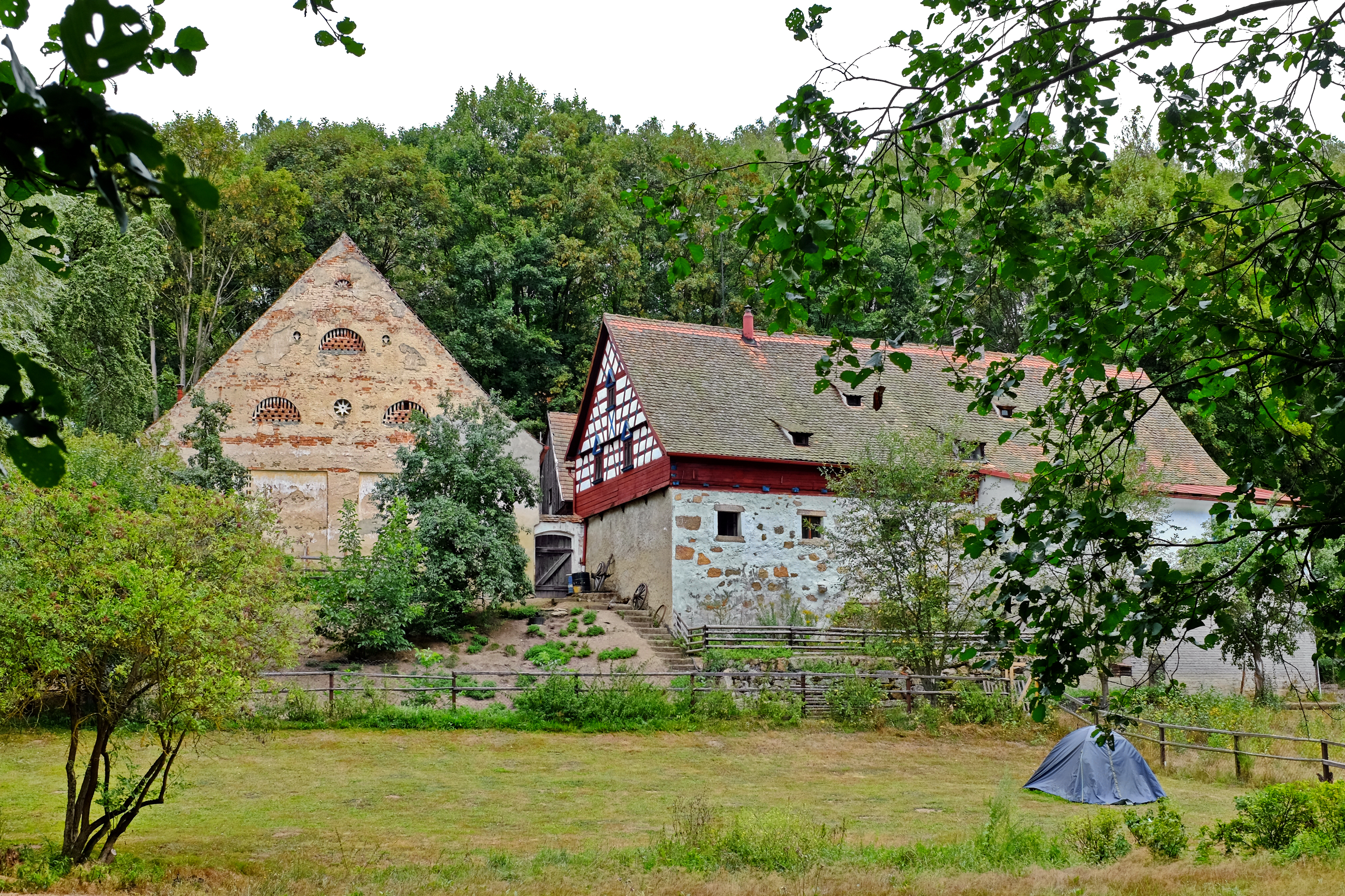
Usedlost čp. 10
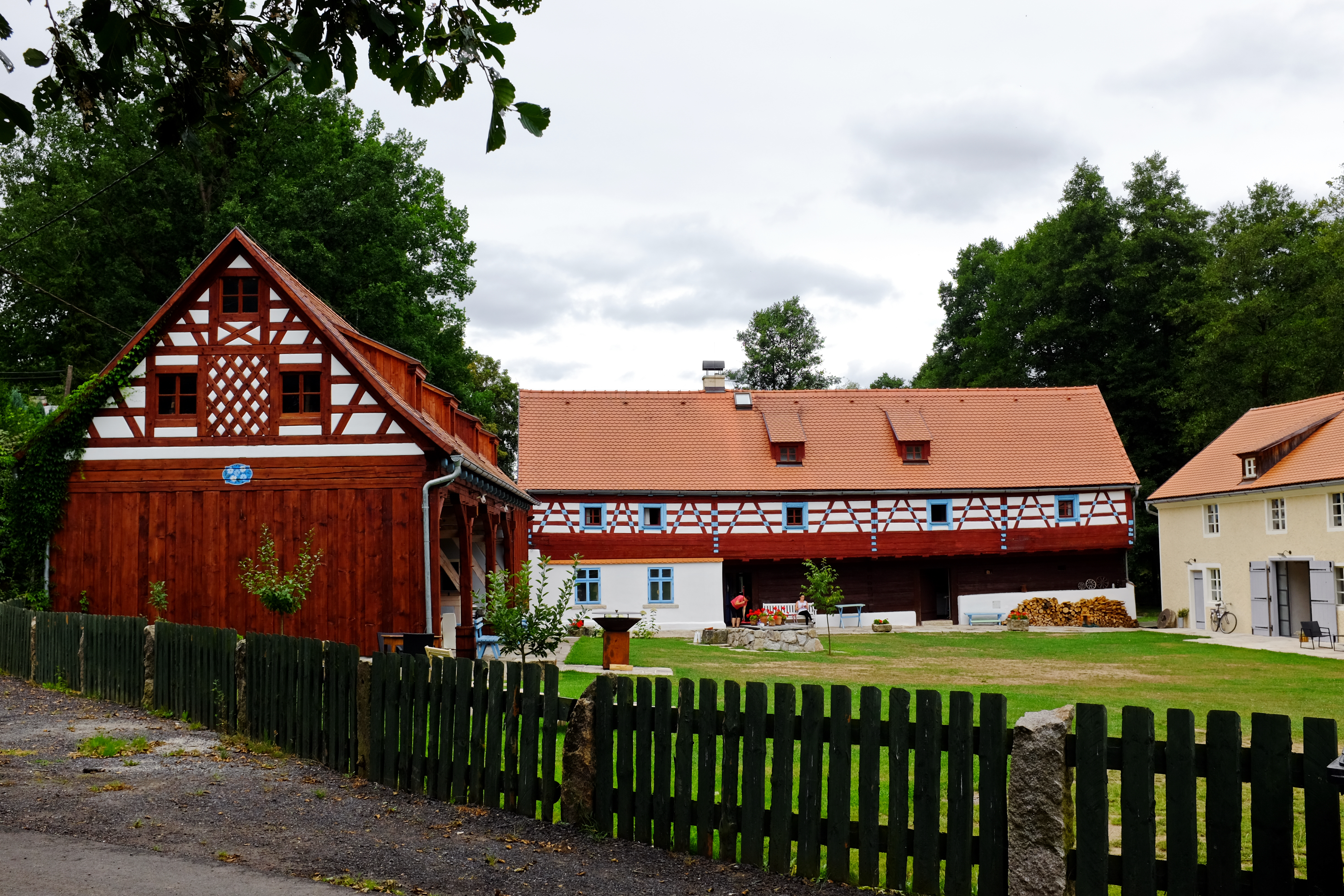
Usedlost čp. 12
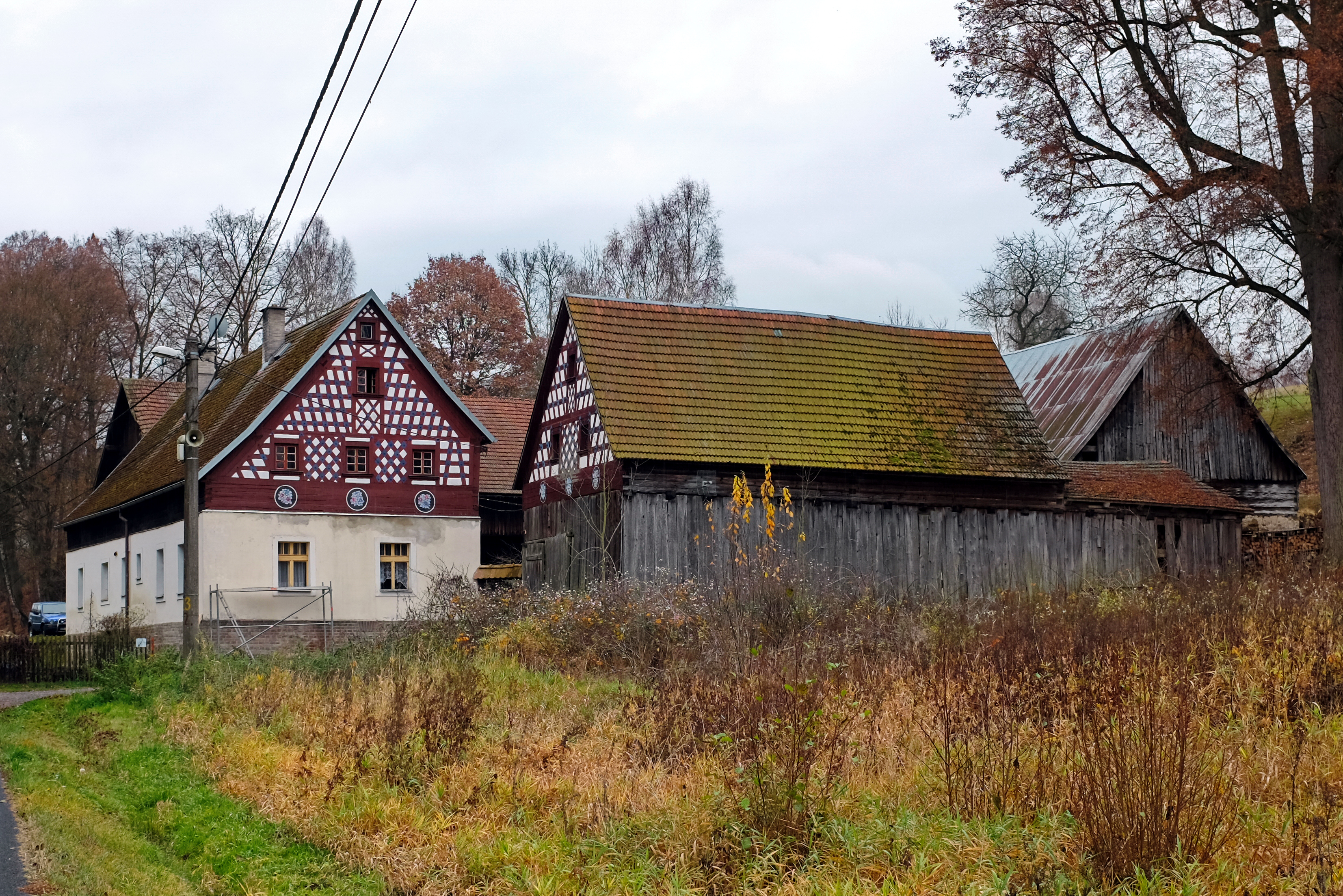
Usedlost čp. 13
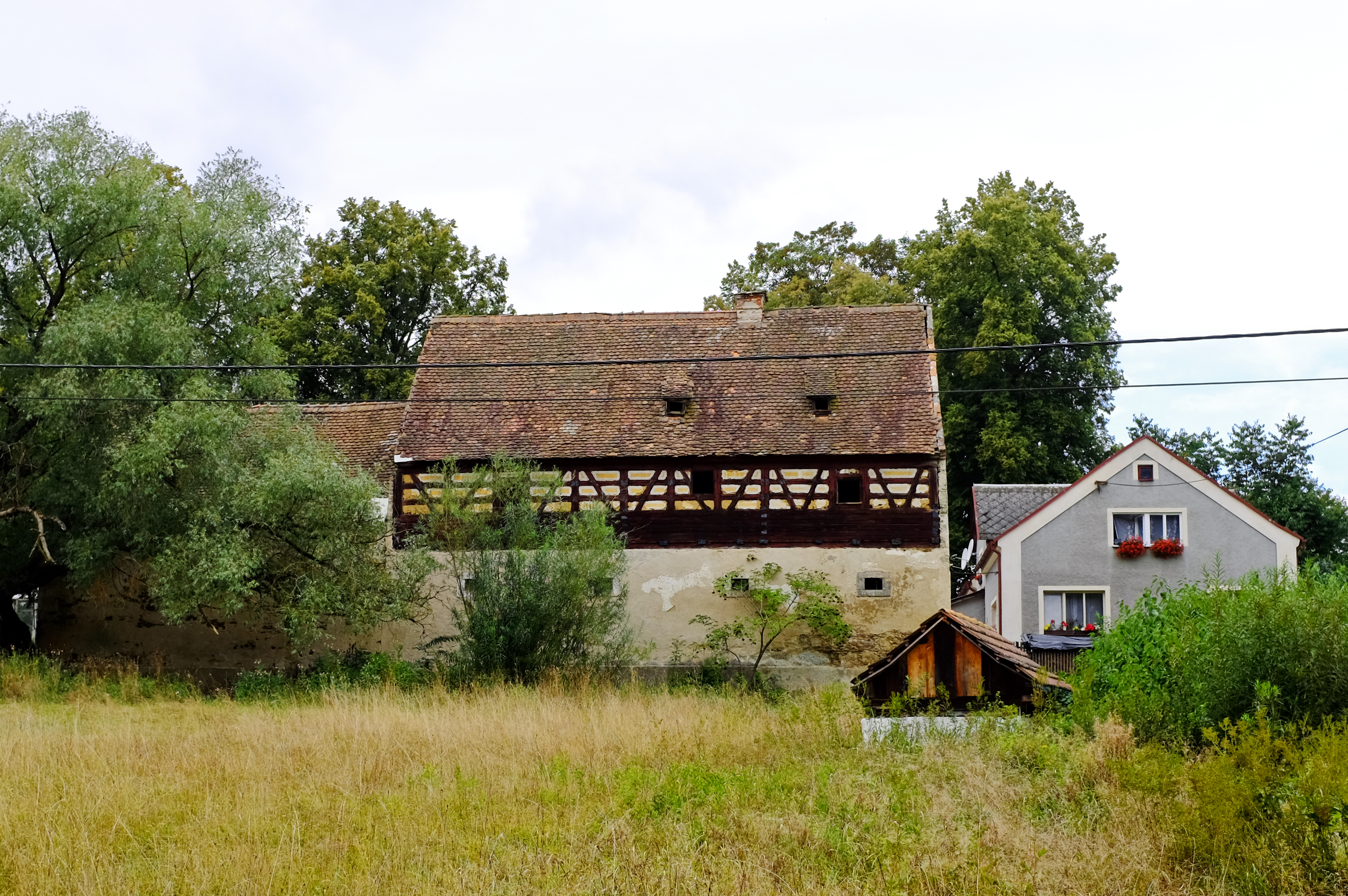
Usedlost čp. 24
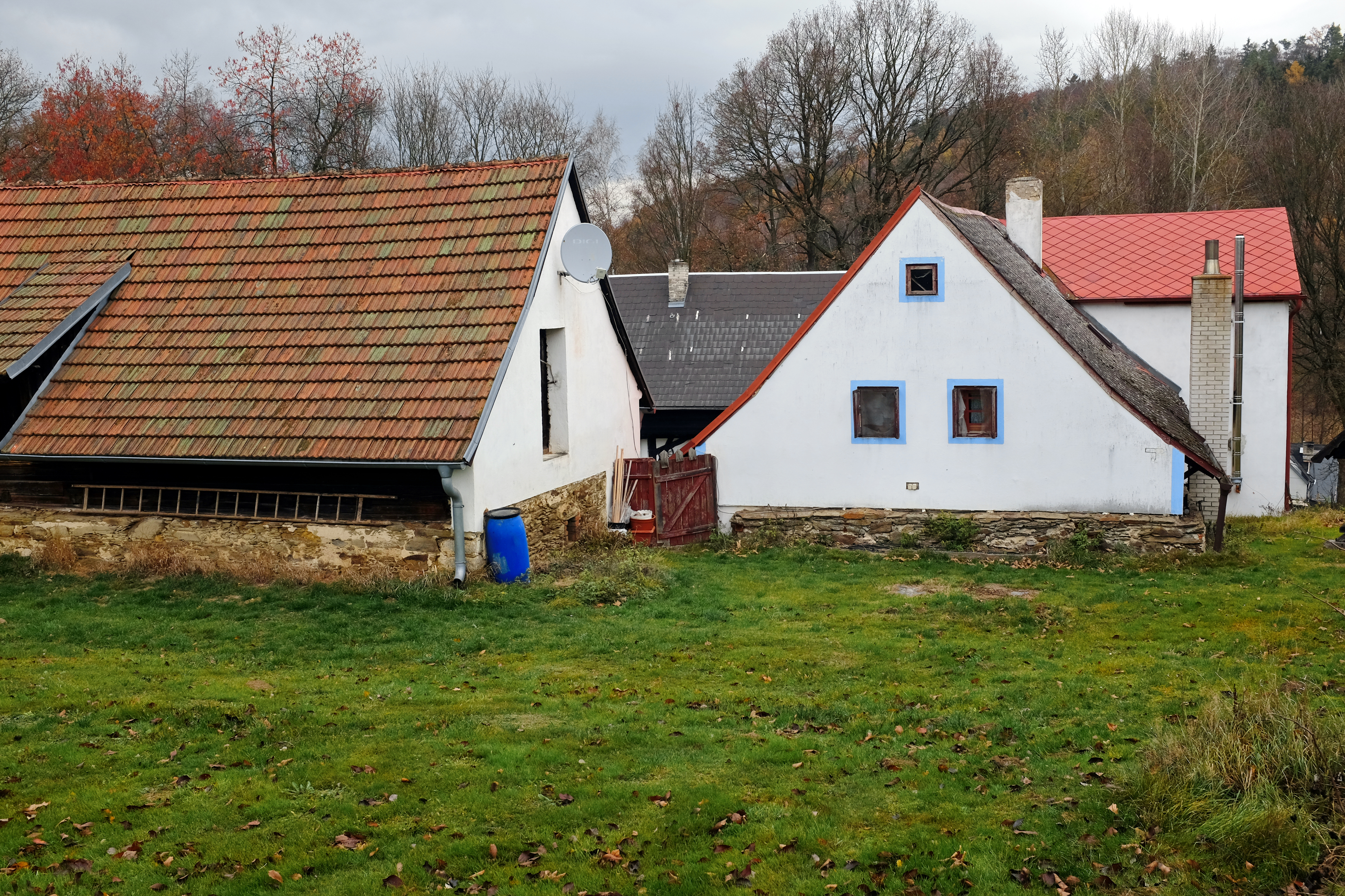
Usedlost čp. 36
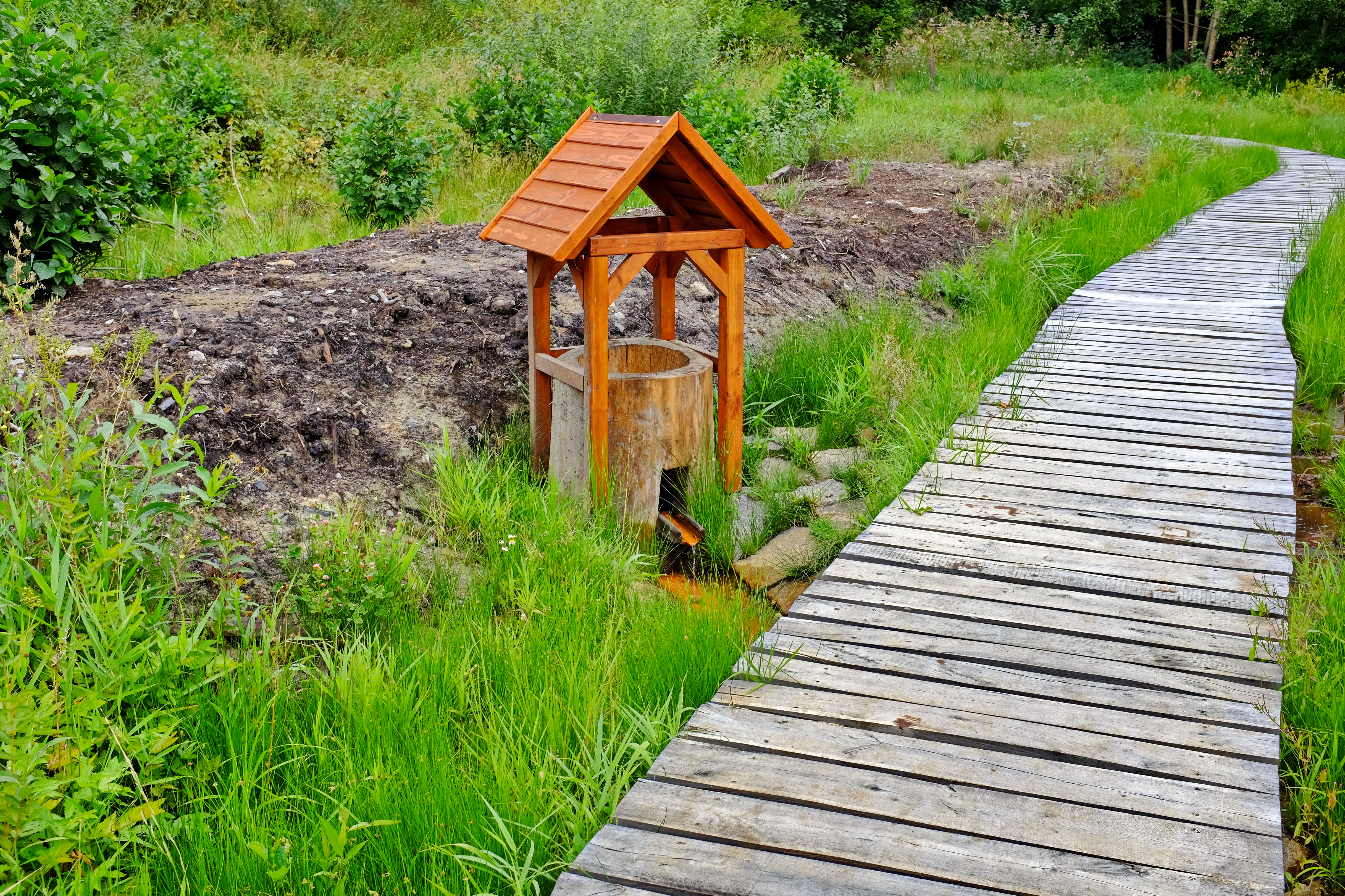
Obecní pramen
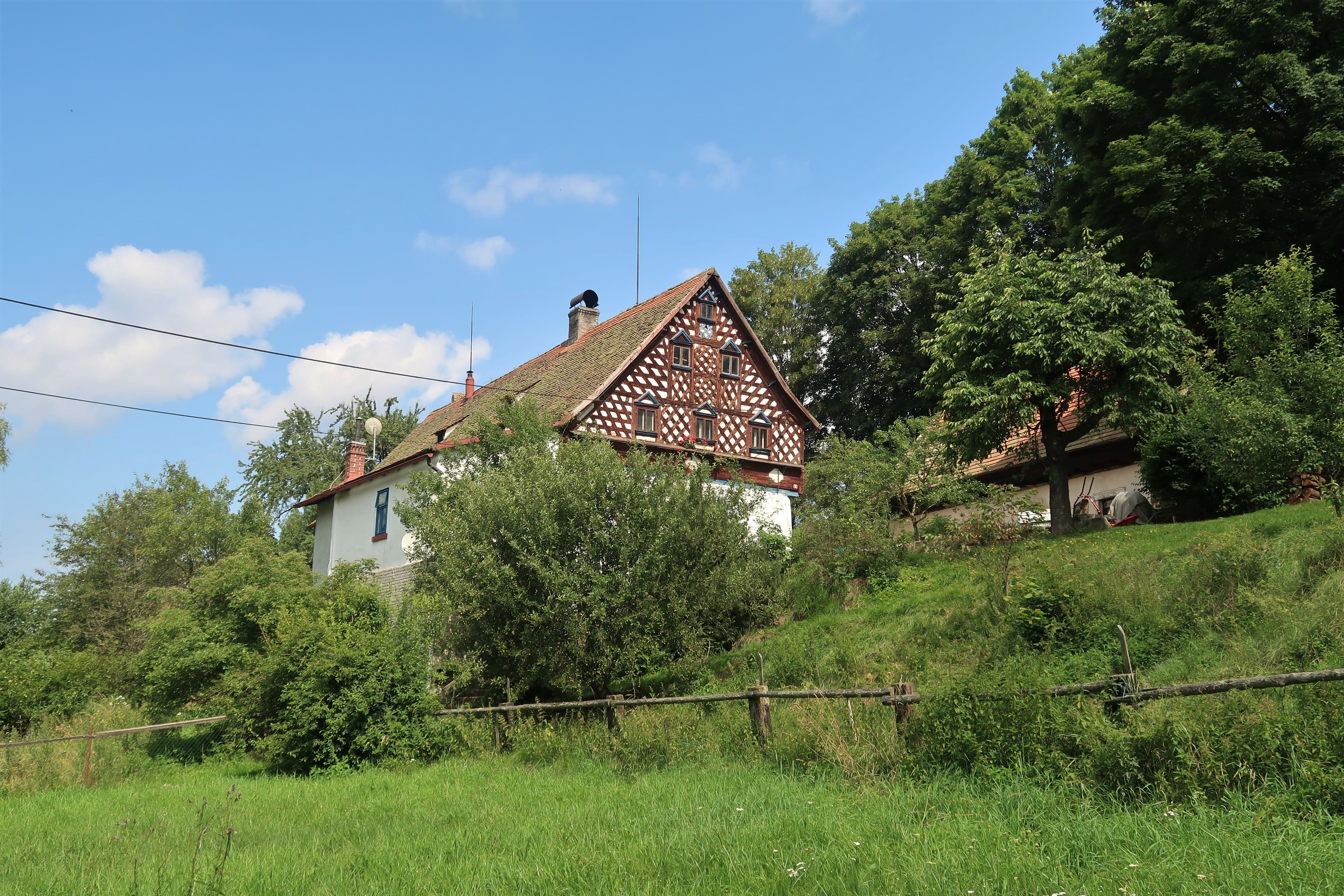
Usedlost č.p. 10
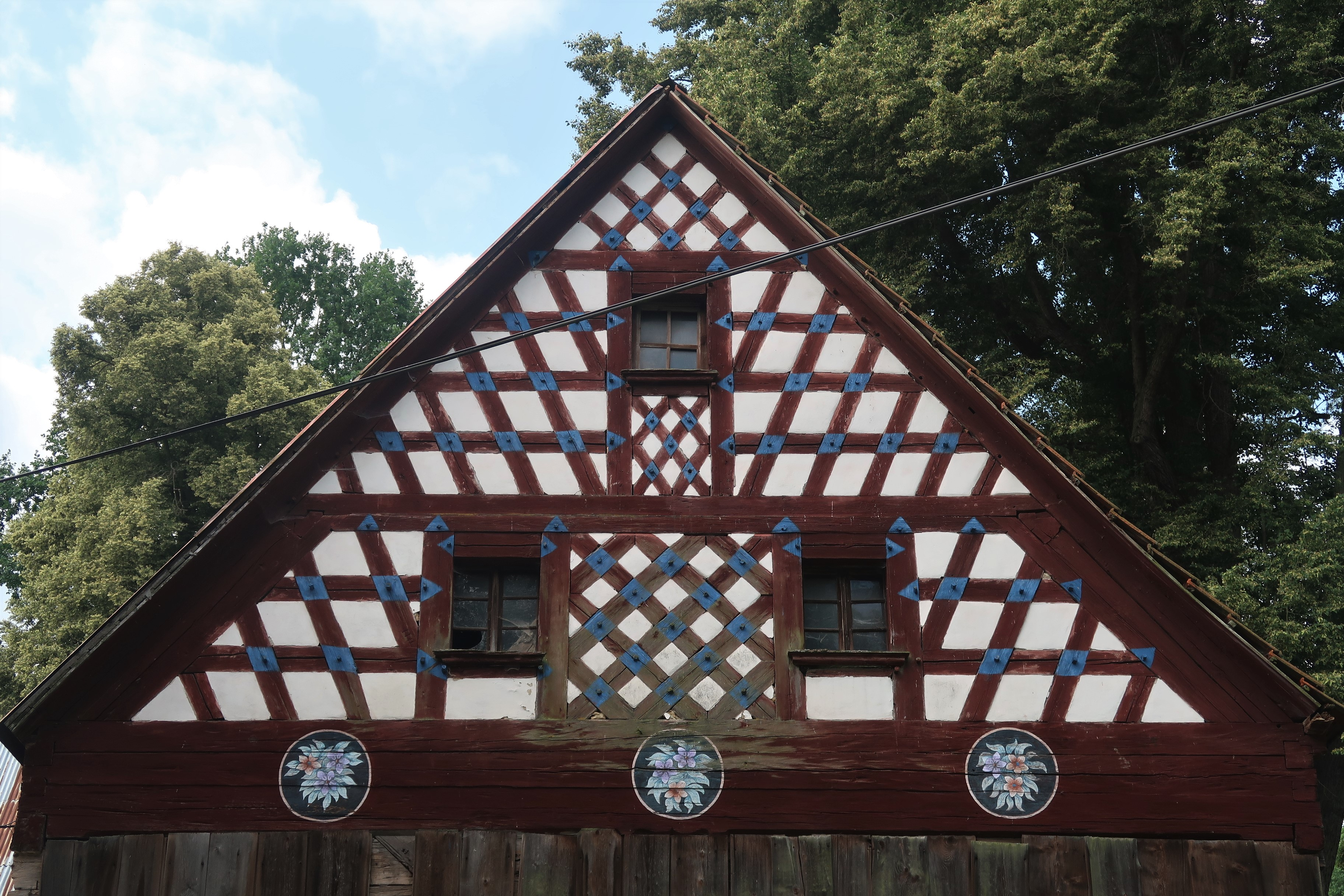
Štít usedlosti č.p. 13
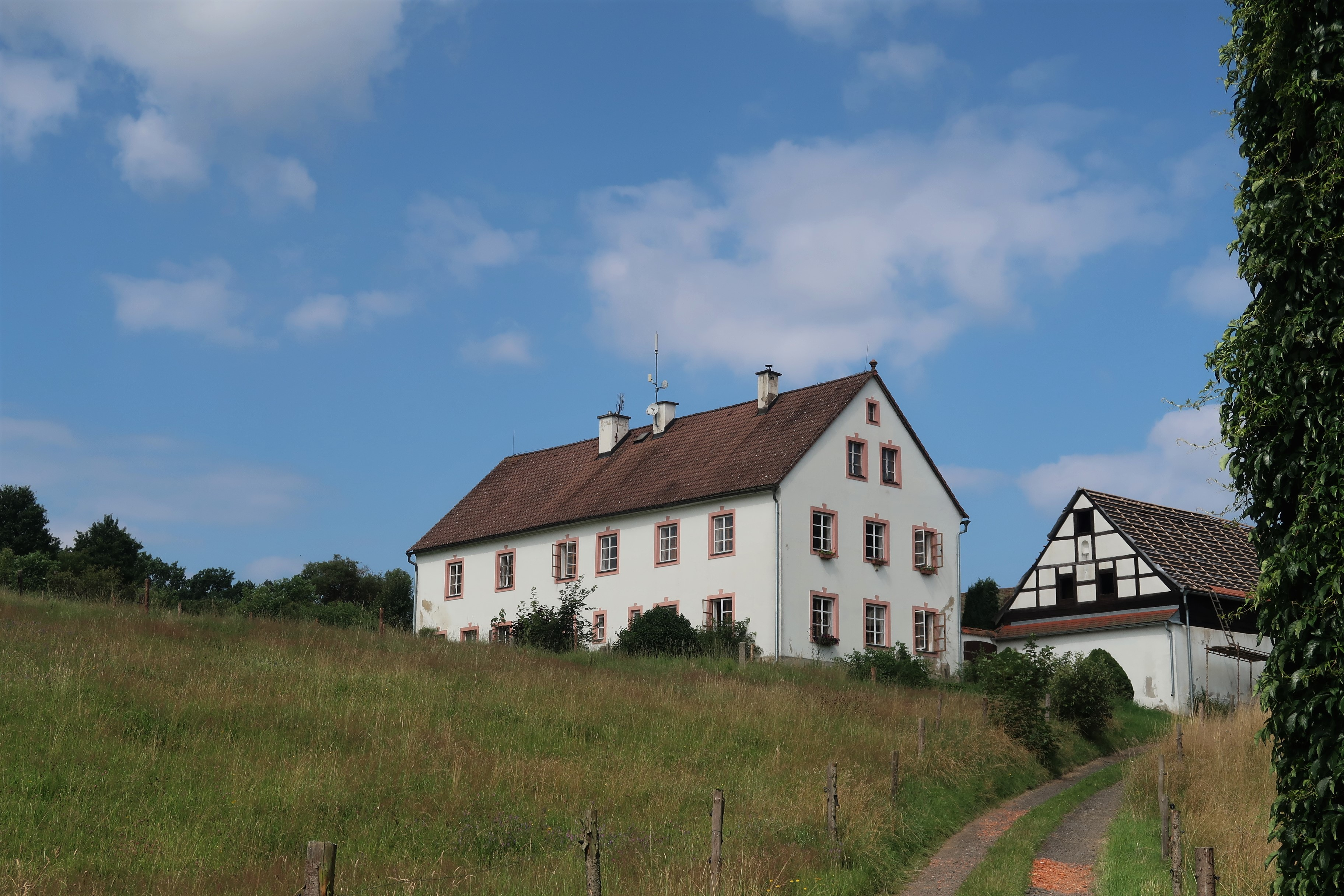
Usedlost č.p. 17